# Hacıbayram, Karayazı
Hacıbayram là một xã thuộc huyện Karayazı, tỉnh Erzurum, Thổ Nhĩ Kỳ. Dân số thời điểm năm 2011 là 214 người.